# سیارک ۱۲۶۲۴
سیارک ۱۲۶۲۴ (به انگلیسی: 12624 Mariacunitia، نامگذاری:9565P-L) دوازده هزار و ششصد و بیست و چهارمین سیارک کشف شده‌است که در ۱۷ اکتبر ۱۹۶۰ کشف شد.